# Trechaleoides keyserlingi
Espèce
Synonymes
- Trechalea keyserlingi F. O. Pickard-Cambridge, 1903

Trechaleoides keyserlingi est une espèce d'araignées aranéomorphes de la famille des Trechaleidae.

## Distribution
Cette espèce se rencontre au Brésil, au Paraguay, en Uruguay et en Argentine dans les provinces de Misiones et de Tucumán,.

## Description
La carapace du mâle décrit par Carico en 2005 mesure 5,5 mm de long sur 7,9 mm de large et l'abdomen 8,0 mm de long et celle de la femelle mesure 9,0 mm de long sur 8,2 mm de large et l'abdomen 11,0 mm de long.

## Étymologie
Cette espèce est nommée en l'honneur d'Eugen von Keyserling.

## Publication originale
- F. O. Pickard-Cambridge, 1903 : On some new species of spiders belonging to the families Pisauridae and Senoculidae; with characters of a new genus. Proceedings of the Zoological Society of London, vol. 1903, no 1, p. 151-168 (texte intégral).